# Estadio Omar Higinio Sperdutti
El Omar Higinio Sperdutti es el estadio del Club Deportivo Maipú. Está ubicado en Vergara y Mercedes Tomasa de San Martín de la ciudad de Maipú (Mendoza).

## Historia
El estadio se inauguró el 8 de marzo de 1932 (93 años) en un amistoso con el equipo "La Superiora".
El 10 de marzo de 2007 se inauguró la iluminación y se nombró al estadio como "Omar Higinio Sperdutti".
El club en este estadio mantuvo un invicto de 58 partidos entre noviembre de 2006 (jugando el Torneo Argentino B) hasta febrero de 2010, cuando cayó ante Alumni de Villa María, en un encuentro por el Torneo Argentino A.

## Descripción
Tiene capacidad para 8000 espectadores en las siguientes tribunas:
- Platea techada "Felipe Vellene", capacidad 800 espectadores. Es la tribuna destinada a la hinchada visitante que ingresa por el sector Norte a través de la calle Belgrano.
- Platea techada preferencial "José Gucchone", capacidad 600 espectadores. Ubicada en el Sur y utilizada por el público local. Arriba de esta tribuna están los palcos para prensa y debajo los camarines.
- Platea descubierta Roque Avallay, capacidad 4000 espectadores. Ubicada en el Oeste y utilizada por el público local.
- Tribuna Pedro Manfredini. Popular local, donde se ubica el grueso de la hinchada.